# Raymond Terrace
Raymond Terrace – miejscowość w hrabstwie Gloucester w stanie Nowa Południowa Walia w Australii, w odległości ok. 170 km na północ od Sydney. Miasto położone w zbiegu rzeki Hunter z rzeką Williams. przy drodze Pacific Highway. Siedziba rady (Council) – Port Stephens.